# Liptovský Ján
Liptovský Ján (in ungherese Szentiván) è un comune della Slovacchia facente parte del distretto di Liptovský Mikuláš, nella regione di Žilina.